# 藤山陽子
藤山 陽子（、1941年〈昭和16年〉12月17日 - 2022年12月11日）は、日本の女優。東宝専属で1960年代に活躍した。神奈川県横浜市出身。身長161センチメートル。愛称はおふじ。

## 来歴・人物

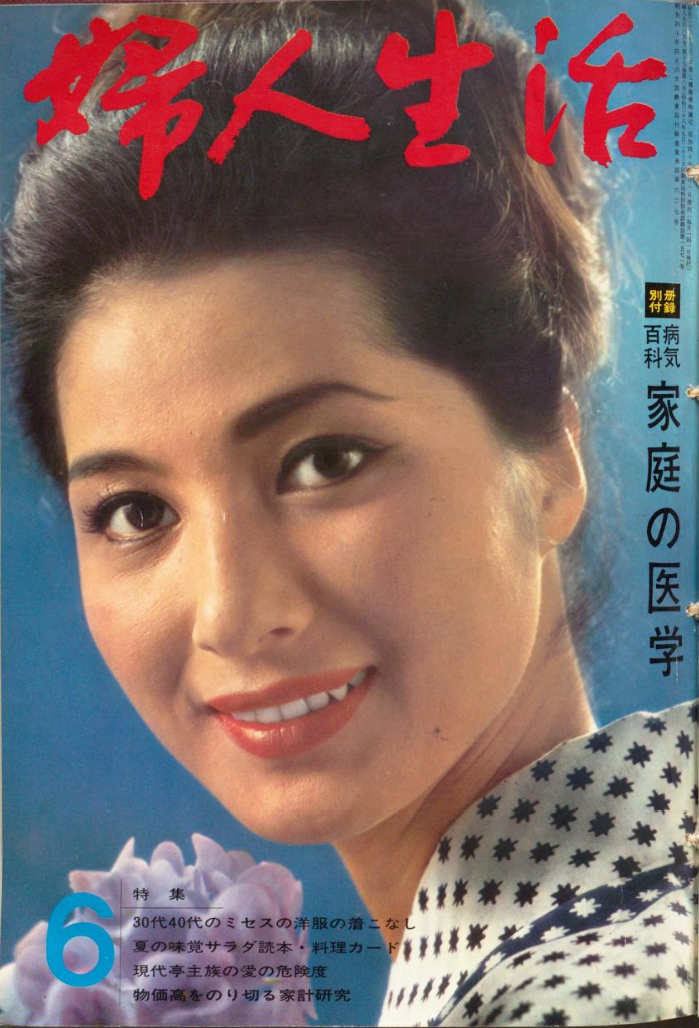
『婦人生活』1965年6月号の表紙

横浜市本牧間門に生まれ、戦時中は平塚市へ疎開、終戦後は間門へ戻り、元町小学校4年生の時に金沢八景へ引っ越す。1957年、六浦中学校を卒業、1959年、女学校である私立明倫高等学校（現・横浜清風高等学校）3年生の春、陽子を含め修学旅行に参加しない残留組は平常通り授業があり、そんなある日の通学途中「ぶしつけに失礼ですが、チヨッとお話ししたいことがあるのです」と声を掛けてきた作曲家の木下忠司に「テレビの音楽を担当しているんだけど、テレビに出たくはありませんか？」と誘われる、やがて木下は陽子の両親に主旨を告げ、間もなく実兄である映画監督の木下恵介を紹介、彼は陽子に「テレビもいいけど、映画に出てみないか？」と話す、この言葉で心を動かされた陽子に父は「木下恵介先生に一切をお任せして、お前に出来ることならやってみてはどうなんだい!!」と促す、さっそく夏休みを利用し『今日もまたかくてありなん』で映画初出演、明けて1960年1月の冬休みに同じく木下恵介作品『春の夢』に出演、卒業後に出演したNETの『新三等重役』がきっかけで東宝ニュータレントに応募、応募総数1万5千人の中で只1人全審査員の満票を以って合格。翌1961年4月に東宝俳優養成所を卒業、5月1日付で東宝へ入社。
こうしてオール東宝ニュータレント1期生となった陽子は、同年夏に加山雄三主演の『大学の若大将』で銀幕デビュー。東宝は司葉子に続く都会派で上品な美貌の正統派女優として「魅惑の新星」と名づけ大々的に売り出した。目鼻立ちがはっきりした高貴でノーブルな風貌の美人で、清純な令嬢役やBG（現在のOL）役が多く『銀座の若大将』など若大将シリーズ、クレージーキャッツ映画、社長シリーズなど東宝の娯楽映画に数多く出演。映画では特に際立った代表作がなかったものの、テレビではマドンナの女教師、生徒の姉役として夏木陽介主演の『青春とはなんだ』、続編である竜雷太主演の『これが青春だ』日本テレビで放映された青春学園シリーズに出演したことで新境地を開拓しお茶の間の人気を得た。この『青春とはなんだ』の映画版である『これが青春だ!』、『でっかい太陽』、『燃えろ!太陽』の一連作にも夏木と共に出演している。
1967年、結婚を機に引退した。
2021年、オール東宝ニュータレントの同期だった桜井浩子のYouTubeチャンネル『ROCO TALK』にゲストとして出演し、東宝時代の撮影秘話や裏話などのトークを披露した。久々に公への登場となった。
2022年12月11日、くも膜下出血のため死去。80歳没。

## エピソード
- 好きな俳優は三船敏郎、久我美子、オードリー・ヘプバーン、特にアラン・ドロンは共演したいほどの熱烈なファンであった[15]。
- 1965年（昭和40年）、同1月から2月までインド各地で開催された「第3回インド国際映画祭」に出席のため、インドを訪問している。
- 2005年10月発売のDVD『大学の若大将』のコメンタリーに登場した。今も交流のある桜井浩子と一緒ならばということで応諾したという。そこで車の運転は男まさりの荒々しさだったことや周りの過大な期待とは裏腹に女優の意識が希薄で早く引退したかったなど興味深いエピソードを語っている。
- また、1996年から翌97年まで放映されていた笑福亭鶴瓶司会の『完全特捜宣言!あなたに逢いたい!』（テレビ朝日）にドラマ『青春とはなんだ』の夏木陽介・岡田可愛・矢野間啓治の希望で、一緒に出演していた豊浦美子・木村豊幸と共に（「あなたに逢いたい!」の）スタジオに登場。6人でラグビーボールに記念のサインをしたり、思い出話に花を咲かせた。
- 『宇宙大怪獣ドゴラ』や『青春とはなんだ』で共演した夏木は、藤山について、スピットファイアを乗り回すなど、男勝りでアクティブな人物であったと証言している[3][16]。「トヨタS800の方が良い」という夏木と藤山は言い争いになり、競争することを約束したが実現には至らなかった[16]。
- 東宝専属女優の藤山由依は姪に当たる[17]。

## 出演作品

### 映画
（すべて東宝映画）
- 若大将シリーズ
  - 大学の若大将（1961年7月8日） -　野村千枝子
  - 銀座の若大将（1962年2月10日） - 島川信子
  - 日本一の若大将（1962年7月14日） - 大原美幸
  - 海の若大将（1965年8月8日） - 大町英子
- B・G物語 二十才の設計（1961年10月29日） -　大道久仁子
- 二人の息子（1961年11月12日） - 赤木紀子
- 社長シリーズ
  - サラリーマン清水港（1962年1月3日） - 青木妙子
  - 続サラリーマン清水港（1962年3月7日） - 青木妙子
  - 社長洋行記（1962年4月29日） - 松野敬子
  - 続・社長洋行記（1962年6月1日） - 松野敬子
  - 社長漫遊記（1963年1月3日） - 大浦タミエ
  - 続・社長漫遊記（1963年3月1日） - 大浦タミエ
  - 社長外遊記（1963年4月28日） - 会田春江
  - 続・社長外遊記（1963年5月29日） - 会田春江
- 紅の空（1962年3月21日） - 教会の娘
- 女性自身（1962年5月22日） - 矢代真理子（主演作品）
- 夜の傾斜（1962年6月28日） - 麻生いづみ
- 無責任シリーズ
  - ニッポン無責任時代（1962年7月29日） - 大島洋子
  - ニッポン無責任野郎（1962年12月23日） - 石沢厚子
- 若い季節（1962年10月20日） - 久美
- 忠臣蔵 花の巻・雪の巻（1962年11月3日） - みゆき
- ハイハイ3人娘（1963年1月29日） - 間宮早苗
- クレージー映画
  - 日本一の色男（1963年7月13日） - トシ子
  - クレージー作戦 くたばれ!無責任（1963年10月26日） - 久保田美奈子
- 太陽は呼んでいる（1963年9月29日） - 美代
- お姐ちゃん三代記（1963年12月8日） - 津島多都子
- 海底軍艦（1963年12月22日） - 神宮司真琴[出典 4]
- 宇宙大怪獣ドゴラ（1964年8月11日） - 昌代[18][5]
- クレージー映画（時代劇）
  - ホラ吹き太閤記（1964年10月31日） - お万
  - 花のお江戸の無責任（1964年12月20日） - お菊
- 赤ひげ（1965年4月24日） - ちぐさ
- 戦場にながれる歌（1965年8月25日） - 本田三津子
- 若い娘がいっぱい（1966年4月3日） - 万理
- 青春学園シリーズ
  - これが青春だ!（1966年12月17日）- 永井明子（英語教師）
  - でっかい太陽（1967年9月15日） - 町田早苗
  - 燃えろ!太陽（1967年12月6日）- 町田早苗

### テレビドラマ
- ヨーイ・ドン（1965年5月7日‐1965年10月29日、フジテレビ・東宝）
- 水のように（1965年10月8日-12月31日、関西テレビ・宝塚映画）
- 青春学園シリーズ（日本テレビ・東宝）
  - 青春とはなんだ（1965年10月24日-1966年11月13日） - 永井明子（英語教師）
  - これが青春だ（1966年11月20日-1967年10月22日） - 伊藤由理子（生徒の姉）
- 花とスッポン（1966年10月5日‐1967年1月4日、日本テレビ）
- 日産スター劇場 赤ちゃんがいっぱい（1967年4月29日、日本テレビ）

### オーディオ・コメンタリー
- DVD『大学の若大将』（2005年10月28日、東宝）

## 脚註